# برناردزویل، نیوجرسی
برناردزویل (به انگلیسی: Bernardsville) شهری در ایالت نیوجرسی کشور ایالات متحده آمریکا است که جمعیت آن در سرشماری سال ۲۰۱۰ میلادی، ۷٬۷۰۷ نفر بوده‌است.